# ダン・スペルベル
ダン・スペルベル（Dan Sperber, 1942年6月20日 - ）は、フランス人の人類学者、言語学者、認知科学者。現在は、CNRS、ジャン・ニコ研究所の研究主任である。彼は、他領域での研究もさることながら語用論、とりわけ関連性理論についての著作によって、加えて「表象の疫学」理論でも有名である。

## 経歴
1942年、フランスのカーニュ＝シュル＝メール生まれ。父のマネス・スペルベルはスペイン生まれのユダヤ人で著名な小説家、母はラトビア出身のユダヤ人で、二人はフランスで出会った。ソルボンヌで民族学を、オックスフォードで社会人類学を修めたのちエチオピアでフィールドワーク研究を行った。

## 研究内容・業績
- スペルベルは、70年代初期には人類学におけるフランス構造主義の批評家の一人である。象徴体系をめぐる彼の研究は、文化の拡散における認知の役割、ことに文化表象の伝達にバイアスをかける人の心の認知的制約の役割を重要視しており、この分野の研究において「認知的転回」をもたらした。象徴体系をめぐるスペルベルの研究は、現在も認知人類学・文芸批評・美術史において、大きな影響力を持ち続けている。
- 彼の著作は、言語学および哲学において、もっとも大きな影響力をもっている。スペルベルは、英国の言語学者・哲学者であるディアドリ・ウィルソンとともに、関連性理論として知られる言語学的説明に対する画期的なアプローチを構築したが、今では、この理論が語用論、言語学、人工知能および認知心理学の領域における主流となっている。彼の論じるところによれば、認知的プロセスは関連性の最大化に向けて、調整が行われており、それは認知的努力と認知的効果のあいだの最適バランスについての研究になるのだという。

## 著作
- Le structuralisme en anthropologie (Paris, Seuil 1973)

「人類学における構造主義」（伊藤晃訳）、F.ヴァールほか『構造主義』（渡辺一民ほか訳）、筑摩書房,1978, 所収.
- Rethinking Symbolism (Cambridge UP 1975)

『象徴表現とはなにか』(菅野盾樹訳)、紀伊國屋書店、1979.
- On Anthropological Knowledge (Cambridge UP 1985)

『人類学とはなにか』（菅野盾樹訳）、紀伊國屋書店、1984.
- Relevance. Communication and Cognition (with Deirdre Wilson, Blackwell 1986)

『関連性理論―伝達と認知』（内田聖二ほか訳）、研究社、第二版、2000.
- Explaining Culture (Blackwell 1996)

『表象は感染する――文化への自然主義的アプローチ』（菅野盾樹訳）、新曜社、2001.